# Tizi Ayach
Tizi Ayach (en árabe: تيزي عياش‎, en francés: Tizi Ayache) es una localidad marroquí perteneciente al municipio de Aít Kmera, en Tánger-Tetuán-Alhucemas. Desde 1912 hasta 1956 perteneció a la zona norte del Protectorado español de Marruecos.